# Bert Stern
Bertram Stern (3. října 1929, Brooklyn – 26. června 2013, Manhattan) byl americký komerční fotograf.

## Životopis
Stern byl synem židovských přistěhovalců a vyrostl v Brooklynu. Jeho otec pracoval jako portrétní fotograf dětí. Po ukončení střední školy ve věku 16 let získal práci v poštovní místnosti časopisu Look. Stal se uměleckým ředitelem v časopise Flair, kde se Stern naučil, jak vyvolat film a vytvořit kontaktní listy, a začal fotografovat vlastní snímky. V roce 1951 byl Stern odveden do armády Spojených států, poslán do Japonska a přidělen k fotografickému oddělení.
V šedesátých letech jeho těžké užívání amfetaminů vedlo ke konci jeho manželství s balerínou Allegrou Kent. V červnu a červenci 1962 byl pro časopis Vogue jedním z posledních fotografů, který fotografoval Marilyn Monroe. Monroe zemřela v srpnu 1962. Tato fotografické sezení se stalo známé jako The Last Sitting; celkem 2571 fotografií pořízených na těchto setkáních bylo zveřejněno po její smrti ve stejnojmenné knize v roce 1992. V 70. letech se Stern přestěhoval do Španělska, aby se zotavil z drogové závislosti. Koncem sedmdesátých let se vrátil do USA, aby fotografoval portréty a módu. V roce 1979 vydal spolu s novinářkou Lawrence Chilnickovou knihu The Pill Book. Tento průvodce od A do Z nejpředepisovanějších léků v USA zahrnoval některé jeho barevné fotografie léků.

## Filmografie
- Jazz on a Summer's Day – koncertní film z Newport Jazz Festivalu v roce 1958 na ostrově Rhode Island. Režie: Bert Stern a Aram Avakian.
- Bert Stern: Original Madman – dokumentární profil Berta Sterna z roku 2011, režie: Shannah Laumeister.